# Kushiro (rzeka)
Kushiro (jap. 釧路川 Kushiro-gawa) – rzeka w Japonii, na wyspie Hokkaido. Jej długość wynosi 154 km, a powierzchnia dorzecza to 2510 km².